# Indauchu
Indauchu (en euskera y oficialmente Indautxu) es un barrio del distrito bilbaíno de Abando. Tiene una superficie de 9,7 km² y una población de 27 246 habitantes (2016). Limita al norte con el barrio de San Pedro de Deusto, al oeste con Basurto, al sur con Amézola y al este con Abando. El barrio está centrado en la plaza de Indautxu, una plaza grande, nueva y reformada bajo la cual hay un pequeño centro comercial y una estación del Metro de Bilbao. El barrio cuenta con numerosos hospitales y clínicas privadas, la escuela de los jesuitas y el parque Doña Casilda Iturrizar. El barrio tiene su propio equipo de fútbol, la Sociedad Deportiva Indautxu, fundado en 1924. También, con la Cofradía Penitencial de la Santa Eucarístia fundada en 1959.